# Hans Helge Beck Thomsen
Hans Helge Beck Thomsen (født 1938) er ph.d. og professor i retsvidenskab ved Juridisk Institut ved Aarhus Universitet.
Efter at have arbejdet ved landbruget i 10 år startede Hans Helge Beck Thomsen i 1964 på en boglig uddannelse, som i 1976 førte til en juridisk kandidateksamen fra Københavns Universitet.
Efter nogle år som advokatfuldmægtig blev Hans Helge Beck Thomsen ansat i en bank, hvor han først virkede som fuldmægtig, senere som kontorchef. I perioden fra 1989-1995 underviste og forskede han ved Handelshøjskole Syd i Kolding, hvor han de sidste tre år var institutleder ved Erhvervsøkonomisk Institut. Samtidig med denne ansættelse virkede han som ekstern lektor ved Syddansk Universitet i Odense. Fra 1. januar 1996 har Hans Helge Beck Thomsen været lektor ved Aarhus Universitet. Den 1. juni 2002 blev han udnævnt til professor samme sted.
Hans Helge Beck Thomsens særlige forskningsområder er formueret, kreditaftaleret og handel med værdipapirer, herunder navnlig pantebreve i fast ejendom. Desuden beskæftiger han sig med kautions- og garantiret.
Han har bl.a. undervist studerende på det sidste år af den juridiske bacheloruddannelse ved Aarhus Universitet i panteret.
Han er blevet kåret som Årets Underviser af de studerende på Aarhus Universitet i 1998, 2003, 2006 og 2007, hvilket er ganske usædvanligt for en underviser. Hans Helge Beck Thomsen er også blevet kåret som Årets Underviser på Syddansk Universitet.
Hans Helge Beck Thomsen holdt sin sidste (undervisnings-)forelæsning på Aarhus Universitet den 15. april 2008. Forelæsningen blev afsluttet med stående applaus fra de studerende. Han har senere vikarieret pga. sygdom, og forelæste således også i studieåret 2009/2010 i kreditaftaleret på jurabacheloruddannelsens 3. år.
1. november 2008 fratrådte han sin stilling på Aarhus Universitet og afholdte i den forbindelse en afskedsforelæsning med titlen: "Inertiens lov i dansk formueret". Titlen har således reference til Sir Isaac Newtons første lov: Inertiens lov.

## Publikationer
- Thomsen, H.H.B. 2009, Kreditaftaleret, 5. udg., Thomson Reuters Professional A/S, København
- Thomsen, H.H.B. 2008, Kaution og garanti samt andre solidariske skyldforhold, 2. udg., Forlaget Thomson A/S, København
- Thomsen, H.H.B. 2007, Det private pantebrev, Forlaget Thomson A/S, København.
- Thomsen, H.H.B. 2007, "Uden- og indenretlig individualforfølgning", i Madsen, P.B. (red.) Formueretlige emner, 5 udg., Jurist- og Økonomforbundets Forlag, København, s. 343-375.
- Thomsen, H.H.B. 2005, Kreditaftaleret, 4 udg., Forlaget Thomson A/S, København.
- Thomsen, H.H.B. 2004, "Fordringers ophør", i Iversen, B. (red.) Finansjura, Jurist- og Økonomforbundets Forlag, København, s. 365-404.
- Thomsen, H.H.B. 2004, Kaution og andre solidariske skyldforhold, Forlaget Thomson/GadJura, København.
- Thomsen, H.H.B. 2004, "Kautions- og garantiret og noget om andre solidariske skyldforhold", i Iversen, B. (red.) Finansjura, Jurist- og Økonomforbundets Forlag, København, s. 589-665.
- Thomsen, H.H.B. 2004, "Kreditaftaler", i Iversen, B. (red.) Finansjura, Jurist- og Økonomforbundets Forlag, København, s. 309-363.
- Thomsen, H.H.B. 2004, "Renteloven og individualforfølgning", i Madsen, P.B. (red.) Formueretlige emner, 4. udg., Jurist- og Økonomforbundets Forlag, København, s. 309-339.
- Thomsen, H.H.B. 2004, "Uden- og indenretlig kreditorforfølgning", i Iversen, B. (red.) Finansjura, Jurist- og Økonomforbundets Forlag, København, s. 775-845.
- Thomsen, H.H.B. 2002, "Kreditaftalelovens ikke-eksisterende fortrydelsesret endnu engang", Fuldmægtigen, vol. 74 nr. 7, s. 87-88.
- Thomsen, H.H.B. 2002, Kreditaftaleret, 3. udg., Thomson/GadJura, København.
- Thomsen, H.H.B. 2002, "Om hæftelse, ansvar og begrebsforveksling ved handel med gældsbreve", Ugeskrift for Retsvæsen, afdeling B, vol. 136 nr. 40, s. 363-369.
- Thomsen, H.H.B. 2002, "Om kreditaftalelovens (ikke-eksisterende) fortrydelsesret sui generis", Fuldmægtigen, vol. 74 nr. 4, s. 51-54.
- Thomsen, H.H.B. 2002, "Om udenretlige frivillige forlig", Ugeskrift for Retsvæsen, afdeling B, vol. 136 nr. 2, s. 14-22.
- Thomsen, H.H.B. 2001, "Panteret i kartoffelleveringsrettigheder?", Tidsskrift for Landbrugsret, vol. 3 nr. 3, s. 95-105.

## Curriculum Vitae
- Født i 1938.
- Cand.jur. 1976.
- Advokat 1979.
- Kontorchef ved Provinsbankens Juridiske Kontor 1979-1989.
- Lektor ved Handelshøjskole Syd 1989-1995.
- Ph.d. 1995.
- Ansat som lektor ved Aarhus Universitet 1996.
- Professor ved Aarhus Universitet 2002.